# Zlatoustove
Zlatoustove  (ucraniano: Златоустове) es una localidad del Raión de Berezivka en el Óblast de Odesa de Ucrania. Según el censo de 2001, tiene una población de 525 habitantes.